# Pim de Bruyn Kops
Johan Willem (Pim) de Bruyn Kops (Batavia, 10 juli 1922 - Hilversum, 4 februari 2008) was een Engelandvaarder en Nederlands oorlogsheld.
De Bruyn Kops zat op het Nederlandsch Lyceum in Den Haag. Met drie voormalige schoolgenoten probeerde hij in 1942 vanuit Katwijk naar Engeland over te steken. Ze wilden door het tunneltje van het Zeehospitium met hun bootjes naar het strand. De bootjes werden voortijdig ontdekt, dus de overtocht ging niet door.
Via België, Frankrijk, Spanje, Curaçao, Amerika en Canada, lukte het De Bruyn Kops om toch Engeland te bereiken, dit alles samen met zijn beste vriend Oscar de Brey. In Engeland werd De Bruyn Kops reserve-sergeant-vlieger der Marine Luchtvaartdienst bij het 320 Dutch Squadron RAF. Hij maakte vijftig bombardementsvluchten boven Duitsland en Nederland.

## Onderscheiden
In een Koninklijk Besluit van 25 februari 1943 werd hem, hij was toen dienstplichtig soldaat, "wegens het beleidvol voorbereiden en uitvoeren van een plan tot ontsnapping uit bezet Nederland waarna, na vele moeilijkheden te hebben ondervonden, Engeland werd bereikt", het Kruis van Verdienste verleend.
Op 12 mei 1945 verleende Koningin Wilhelmina hem ook het Vliegerkruis. In de overweging van het Koninklijk Besluit heet het dat hij "Gedurende geruimen tijd bij het 320 Dutch Squadron RAF als lid van de Marine Luchtvaartdienst in het Verenigd Koninkrijk, in oorlogsvluchten tegen den vijand, blijk (heeft) gegeven van moed, bekwaamheid, volharding en plichtsbetrachting.
De Bruyn Kops was tevens de ontvanger van het Verzetsherdenkingskruis.